# (474025) 2016 GO125
(474025) 2016 GO125 es un asteroide perteneciente al cinturón de asteroides, descubierto el 28 de octubre de 2011 por el equipo del Spacewatch desde el Observatorio Nacional de Kitt Peak, Arizona, Estados Unidos.

## Designación y nombre
Designado provisionalmente como 2016 GO12.

## Características orbitales
2016 GO125 está situado a una distancia media del Sol de 2,141 ua, pudiendo alejarse hasta 2,164 ua y acercarse hasta 2,117 ua. Su excentricidad es 0,010 y la inclinación orbital 3,845 grados. Emplea 1144 días en completar una órbita alrededor del Sol.

## Características físicas
La magnitud absoluta de 2016 GO125 es 18,07.